# Guilly (Loiret)
Guilly és un municipi francès, situat al departament del Loiret i a la regió de Centre – Vall del Loira. L'any 2007 tenia 641 habitants.

## Demografia

### Població
El 2007 la població de fet de Guilly era de 641 persones. Hi havia 252 famílies, de les quals 62 eren unipersonals (31 homes vivint sols i 31 dones vivint soles), 89 parelles sense fills, 93 parelles amb fills i 8 famílies monoparentals amb fills.
La població ha evolucionat segons el següent gràfic:
Habitants censats

### Habitatges
El 2007 hi havia 325 habitatges, 257 eren l'habitatge principal de la família, 41 eren segones residències i 27 estaven desocupats. 318 eren cases i 6 eren apartaments. Dels 257 habitatges principals, 198 estaven ocupats pels seus propietaris, 55 estaven llogats i ocupats pels llogaters i 4 estaven cedits a títol gratuït; 1 tenia una cambra, 10 en tenien dues, 52 en tenien tres, 82 en tenien quatre i 112 en tenien cinc o més. 225 habitatges disposaven pel capbaix d'una plaça de pàrquing. A 90 habitatges hi havia un automòbil i a 146 n'hi havia dos o més.

### Piràmide de població
La piràmide de població per edats i sexe el 2009 era:
| Homes | Edats   | Dones |
| ----- | ------- | ----- |
| 0     | 95 o +  | 0     |
| 4     | 90 a 94 | 0     |
| 8     | 85 a 89 | 8     |
| 0     | 80 a 84 | 12    |
| 20    | 75 a 79 | 12    |
| 4     | 70 a 74 | 16    |
| 24    | 65 a 69 | 0     |
| 4     | 60 a 64 | 12    |
| 12    | 55 a 59 | 8     |
| 16    | 50 a 54 | 12    |
| 24    | 45 a 49 | 16    |
| 28    | 40 a 44 | 20    |
| 28    | 35 a 39 | 8     |
| 20    | 30 a 34 | 40    |
| 12    | 25 a 29 | 12    |
| 0     | 20 a 24 | 4     |
| 24    | 15 a 19 | 20    |
| 16    | 10 a 14 | 16    |
| 12    | 5 a 9   | 16    |
| 28    | 0 a 4   | 8     |

## Economia
El 2007 la població en edat de treballar era de 404 persones, 318 eren actives i 86 eren inactives. De les 318 persones actives 300 estaven ocupades (163 homes i 137 dones) i 19 estaven aturades (7 homes i 12 dones). De les 86 persones inactives 49 estaven jubilades, 15 estaven estudiant i 22 estaven classificades com a «altres inactius».

### Ingressos
El 2009 a Guilly hi havia 264 unitats fiscals que integraven 678 persones, la mediana anual d'ingressos fiscals per persona era de 17.749 €.

### Activitats econòmiques
Dels 32 establiments que hi havia el 2007, 5 eren d'empreses de fabricació d'altres productes industrials, 12 d'empreses de construcció, 7 d'empreses de comerç i reparació d'automòbils, 2 d'empreses de transport, 1 d'una empresa d'hostatgeria i restauració, 1 d'una empresa immobiliària i 4 d'empreses de serveis.
Dels 12 establiments de servei als particulars que hi havia el 2009, 1 era un paleta, 6 fusteries, 3 lampisteries, 1 electricista i 1 agència immobiliària.
L'únic establiment comercial que hi havia el 2009 era una botiga de mobles.
L'any 2000 a Guilly hi havia 17 explotacions agrícoles que ocupaven un total de 890 hectàrees.

## Equipaments sanitaris i escolars
El 2009 hi havia una escola elemental integrada dins d'un grup escolar amb les comunes properes formant una escola dispersa.

## Poblacions més properes
El següent diagrama mostra les poblacions més properes.